# Craig Muni
Craig Douglas James Muni (né le 19 juillet 1962 à Toronto, dans la province de l'Ontario au Canada) est un joueur professionnel de hockey sur glace évoluant à la position de défenseur.

## Carrière
Réclamé au repêchage de 1980 de la Ligue nationale de hockey alors qu'il évolue avec les Canadians de Kingston de la Ligue de hockey de l'Ontario, il poursuit dans la LHO encore une saison avant de rejoindre le club affilié aux Leafs dans la Ligue américaine de hockey, les Saints de Saint Catharines.
Ne réussissant pas à se tailler un poste avec l'organisation, il signe à titre d'agent libre avec les Oilers d'Edmonton à l'été 1986. IL obtient alors un poste permanent avec l'équipe et contribue à l'obtention de trois Coupe Stanley avec ceux-ci, soit en 1987, 1988 et en 1990.
Après sept saisons avec Edmonton, il dispute les cinq saisons suivantes avec cinq équipes différentes avant d'annoncer son retrait de la compétition en 1998.

## Statistiques
| Saison     | Équipe                     | Ligue      |     | Saison régulière | Saison régulière | Saison régulière | Saison régulière | Saison régulière |   | Séries éliminatoires | Séries éliminatoires | Séries éliminatoires | Séries éliminatoires | Séries éliminatoires |
| Saison     | Équipe                     | Ligue      | PJ  | B                | A                | Pts              | Pun              | PJ               | B | A                    | Pts                  | Pun                  |                      |                      |
| 1979-1980  | Canadians de Kingston      | LHMO       | 66  | 6                | 28               | 34               | 114              | 3                | 0 | 1                    | 1                    | 9                    |                      |                      |
| 1980-1981  | Canadians de Kingston      | LHO        | 38  | 2                | 14               | 16               | 65               |                  |   |                      |                      |                      |                      |                      |
| 1980-1981  | Spitfires de Windsor       | LHO        | 25  | 5                | 11               | 16               | 41               | 11               | 1 | 4                    | 5                    | 14                   |                      |                      |
| 1980-1981  | Hawks du New Brunswick     | LAH        |     |                  |                  |                  |                  | 2                | 0 | 1                    | 1                    | 10                   |                      |                      |
| 1981-1982  | Spitfires de Windsor       | LHO        | 49  | 5                | 32               | 37               | 92               | 9                | 2 | 3                    | 5                    | 16                   |                      |                      |
| 1981-1982  | Tigers de Cincinnati       | LCH        |     |                  |                  |                  |                  | 3                | 0 | 2                    | 2                    | 2                    |                      |                      |
| 1981-1982  | Maple Leafs de Toronto     | LNH        | 3   | 0                | 0                | 0                | 2                |                  |   |                      |                      |                      |                      |                      |
| 1982-1983  | Saints de Saint Catharines | LAH        | 64  | 6                | 32               | 38               | 52               |                  |   |                      |                      |                      |                      |                      |
| 1982-1983  | Maple Leafs de Toronto     | LNH        | 2   | 0                | 1                | 1                | 0                |                  |   |                      |                      |                      |                      |                      |
| 1983-1984  | Saints de Saint Catharines | LAH        | 64  | 4                | 16               | 20               | 79               | 7                | 0 | 1                    | 1                    | 0                    |                      |                      |
| 1984-1985  | Saints de Saint Catharines | LAH        | 68  | 7                | 17               | 24               | 54               |                  |   |                      |                      |                      |                      |                      |
| 1984-1985  | Maple Leafs de Toronto     | LNH        | 8   | 0                | 0                | 0                | 0                |                  |   |                      |                      |                      |                      |                      |
| 1985-1986  | Saints de Saint Catharines | LAH        | 73  | 3                | 24               | 27               | 91               | 13               | 0 | 5                    | 5                    | 16                   |                      |                      |
| 1985-1986  | Maple Leafs de Toronto     | LNH        | 6   | 0                | 1                | 1                | 4                |                  |   |                      |                      |                      |                      |                      |
| 1986-1987  | Oilers d'Edmonton          | LNH        | 79  | 7                | 22               | 29               | 85               | 14               | 0 | 2                    | 2                    | 17                   |                      |                      |
| 1987-1988  | Oilers d'Edmonton          | LNH        | 72  | 4                | 15               | 19               | 77               | 19               | 0 | 4                    | 4                    | 31                   |                      |                      |
| 1988-1989  | Oilers d'Edmonton          | LNH        | 69  | 5                | 13               | 18               | 71               | 7                | 0 | 3                    | 3                    | 8                    |                      |                      |
| 1989-1990  | Oilers d'Edmonton          | LNH        | 71  | 5                | 12               | 17               | 81               | 22               | 0 | 3                    | 3                    | 16                   |                      |                      |
| 1990-1991  | Oilers d'Edmonton          | LNH        | 76  | 1                | 9                | 10               | 77               | 18               | 0 | 3                    | 3                    | 20                   |                      |                      |
| 1991-1992  | Oilers d'Edmonton          | LNH        | 54  | 2                | 5                | 7                | 34               | 3                | 0 | 0                    | 0                    | 2                    |                      |                      |
| 1992-1993  | Oilers d'Edmonton          | LNH        | 72  | 0                | 11               | 11               | 67               |                  |   |                      |                      |                      |                      |                      |
| 1992-1993  | Blackhawks de Chicago      | LNH        | 9   | 0                | 0                | 0                | 8                | 4                | 0 | 0                    | 0                    | 2                    |                      |                      |
| 1993-1994  | Blackhawks de Chicago      | LNH        | 9   | 0                | 4                | 4                | 4                |                  |   |                      |                      |                      |                      |                      |
| 1993-1994  | Sabres de Buffalo          | LNH        | 73  | 2                | 8                | 10               | 62               | 7                | 0 | 0                    | 0                    | 4                    |                      |                      |
| 1994-1995  | Sabres de Buffalo          | LNH        | 40  | 0                | 6                | 6                | 36               | 5                | 0 | 1                    | 1                    | 2                    |                      |                      |
| 1995-1996  | Sabres de Buffalo          | LNH        | 47  | 0                | 4                | 4                | 69               |                  |   |                      |                      |                      |                      |                      |
| 1995-1996  | Jets de Winnipeg           | LNH        | 25  | 1                | 3                | 4                | 37               | 6                | 0 | 1                    | 1                    | 2                    |                      |                      |
| 1996-1997  | Penguins de Pittsburgh     | LNH        | 64  | 0                | 4                | 4                | 36               | 3                | 0 | 0                    | 0                    | 0                    |                      |                      |
| 1997-1998  | Stars de Dallas            | LNH        | 40  | 1                | 1                | 2                | 25               | 5                | 0 | 0                    | 0                    | 4                    |                      |                      |
| Totaux LNH | Totaux LNH                 | Totaux LNH | 819 | 28               | 119              | 147              | 775              | 113              | 0 | 17                   | 17                   | 108                  |                      |                      |

## Honneurs et trophées
Coupe Stanley
- 1987, 1988 et 1990.

## Transactions en carrière
- 18 août 1986 ; signe à titre d'agent libre avec les Oilers d'Edmonton.
- 22 mars 1993 ; échangé par les Oilers aux Blackhawks de Chicago en retour de Mike Hudson.
- 26 octobre 1993 ; échangé par les Blackhawks avec leur choix de cinquième ronde (Buffalo réclame avec ce choix Daniel Bienvenue) aux Sabres de Buffalo en retour de Keith Carney et du choix de sixième tour de Sabres (Chicago réclame avec ce choix Marc Magliarditi.
- 15 février 1996 ; échangé par les Sabres aux Jets de Winnipeg en retour de Michal Grošek et Darryl Shannon.
- 2 octobre 1996 ; signe à titre d'agent libre avec les Penguins de Pittsburgh.
- 2 octobre 1997 ; signe à titre d'agent libre avec les Stars de Dallas.